# Молчание в японской культуре
Молчание играет важную коммуникативную роль в любой культуре и особую роль в японской культуре. Молчание (тиммоку) считается частью искусства общения в Японии.
Выделяется пять причин важности молчания в японской культуре: молчание как выражение искренних чувств, молчание как общественная норма, молчание как смущение и молчание как демонстративное поведение, и молчание как чувство взаимопонимания.

## Молчание как выражение искренних чувств
Молчание в японской культуре связано с внутренним я, кокоро, обозначающим сердце, разум, эмоции, искренние чувства. Так как японская культура подразумевает, что речь потенциально обманчива и фальшива, настоящая честность не может быть выражена словами, а молчание и есть свидетель настоящего кокоро. Таким образом, немногословного человека в Японии могут считать искренним и честным, а значит, доверять больше, чем болтливому человеку.

## Молчание как общественная норма
Японская культура уделяет важное внимание социальной гармонии. В японской культуре существует негласное табу на выражение сильных эмоций. Молчание может быть знаком того, что собеседник избегает конфронтацию, собеседник может решить не настаивать на своей точке зрения, а просто замолчать. Таким образом, длительная пауза может свидетельствовать о желании собеседника сменить тему разговора. В японской культуре причиной этого может являться энрё-сасси, примерно обозначающее сдержанность, особенно в выражении догадок. Часто молчание может быть знаком того, что человек взял «паузу», чтобы обдумать сказанное собеседником или партнером по переговорам, прежде чем высказать свою точку зрения. Часто такие паузы заставляют нервничать другую сторону и предлагать дополнительные уступки. Тем не менее, по мнению японских культурологов, молчание является ярким примером непрямолинейности японской культуры. В то же время японцы стараются не молчать в общении с незнакомцами, чтобы не показаться бестактными, однако, в сравнении с людьми западной культуры, считают приемлемым и нормальным молчание в общении с близкими друзьями. В таком контексте молчание может считаться данью уважения новому другу. Японское молчание может быть частично объяснено важностью буддизма в японской культуре, конечная цель учения которого часто определяется как внутренняя пустота и молчание.

## Молчание как смущение
Длительное молчание, которое резко прерывает разговор, может быть знаком смущения и дискомфорта. Интересно, что даже муж и жена могут выражать свое стеснение молчанием, особенно когда они раздеты или находятся в непривычно интимной обстановке.

## Молчание как демонстративное поведение
Молчание может быть знаком неодобрения, показывающее, что собеседник демонстративно не слушает вас. Молчание может быть знаком мокусацу (黙殺) (убивать молчанием), что примерно может соответствовать выражению «поставить в игнор». Таким образом, молчание может часто являться сигналом пассивной агрессии. Сравнительно с представителями западной культуры, большинство японцев считают, что действия важнее слов, и важным средством демонстрации своих намерений, в то время как западные респонденты чаще считают слова не менее важным средством коммуникации.

## Молчание как чувство взаимопонимания
Молчание может выражать интуитивное взаимопонимание между собеседниками, харагэй. Японская культура высококонтекстуальна, а значит длительность и своевременность пауз и молчания может иметь целый ряд смыслов. На высококонтекстуальность культуры указывает выражение харагэй, обозначающее скрытое взаимопонимание, как бы происходящее телепатически общение между близкими людьми. Искусство слушать и понимать очень важно в японской культуре, в отличие от ораторского искусства. Точно так же как западные люди «читают между строк» ориентируясь на слова, японцы ориентируются на паузы в речи. Молчание может быть коммуникативным инструментом, выражающим многие намерения и чувства.

## Молчание и обучение иностранным языкам
Японцы, изучая иностранные языки, например английский, часто молчат, что часто вызывает неуверенность иностранных учителей в способностях своих учеников. В классах, где учителя повышают уверенность учеников в себе и поощряют общение на иностранных языках, пусть даже с ошибками, существует меньше проблем с молчанием — такие классы более успешны. В случае обучения учителей азам японской культуры и пояснения причин молчания их учеников, эффективность преподавания также увеличивается. Например, стоит понимать, что японские ученики действительно признают себя самыми молчаливыми учениками в классе, однако наиболее частая причина для молчания — боязнь неправильно сказать фразу на иностранном языке и таким образом «потерять лицо». С другой стороны, многие ученики считают также бестактным показывать свое превосходство над другими в классе, и тоже молчат во время уроков.

## Критика
Ряд исследователей считает, что важность «японской культуры тишины скорее миф, чем реальность», во многом возникший из-за уклончивой манеры общения японцев.